# Regueras de Arriba
Regueras de Arriba è un comune spagnolo di 391 abitanti situato nella comunità autonoma di Castiglia e León.